# Buglossidium luteum
Genre
Espèce
Répartition géographique
Statut de conservation UICN

 LC  : Préoccupation mineure
La petite sole jaune (Buglossidium luteum) est une espèce de poissons plats marins appartenant à la famille des Soleidae. C'est la seule espèce connue du genre Buglodissium (monotypique).

## Description
La petite sole jaune ne dépasse pas 15 cm. Le corps, de couleur sable, est ovale et allongé, et s'affine progressivement depuis son premier tiers jusqu'à la queue. Buglossidium luteum est facilement identifiable grâce à la présence de stries plus sombres et alternées tous les 5 à 7 rayons dans les nageoires dorsale et anale. Comme chez toutes les soles, la face oculaire est la face droite, la face gauche étant la face aveugle.

## Répartition
La petite sole jaune est présente dans l'océan Atlantique, de l'Islande au Maroc, ainsi qu'en Méditerranée.